# Maisiejewa (obwód mohylewski)
Maisiejewa (biał. Маісеева; ros. Моисеево, Moisiejewo) – wieś na Białorusi, w obwodzie mohylewskim, w rejonie horeckim, w sielsowiecie Lenino. W 2009 roku liczyła 160 mieszkańców.